# 2011 FY9
2011 FY9, também escrito como 2011 FY9, é um corpo celeste que é classificado como um centauro, numa classificação estendida de centauros. Ele possui uma magnitude absoluta de 8,8 e tem um diâmetro estimado de cerca de 76 km.

## Descoberta
2011 FY9 foi descoberto no dia 27 de março de 2011.

## Órbita
A órbita de 2011 FY9 tem uma excentricidade de 0,745 e possui um semieixo maior de 59,639 UA. O seu periélio leva o mesmo a uma distância de 104 UA em relação ao Sol e seu afélio a 76,675 UA.